# Metriophasma crassithorax
Metriophasma crassithorax är en insektsart som först beskrevs av Salvador de Toledo Piza Júnior 1937.  Metriophasma crassithorax ingår i släktet Metriophasma och familjen Pseudophasmatidae. Inga underarter finns listade i Catalogue of Life.